# Дневни лептир
Дневни лептир (лат. Rhopalocera) је кладус инсеката из реда лептира (лат. Lepidoptera).
Лептири су често полиморфни, а многе врсте користе камуфлажу, мимикрију и апосематизам да би избегле своје грабљивице. Неки, попут монарха и насликане даме, мигрирају на велике удаљености. Многе лептире нападају паразити или паразитоиди, укључујући осе, протозое, муве и друге бескичмењаке, или су плен других организама. Неке врсте су штеточине јер у својим ларвалним фазама могу оштетити домаће усеве или дрвеће; друге врсте су агенси опрашивања неких биљака. Ларве неколико лептира (нпр. жетелаца) једу штетне инсекте, а неки су предатори мрава, док други живе као мутуалисти у заједници са мравима. У културном смислу, лептири су популаран мотив у ликовној и књижевној уметности. Смитсонијан институт каже да су „лептири сигурно једно од најпривлачнијих створења у природи“.

## Палеонтологија
Најранији фосили Lepidoptera датирају на граници тријаса и јуре, од пре око 200 милиона година. Лептири су еволуирали од мољаца, те док су лептири монофилетски (формирају једну кладу), мољци нису. Најстарији познати лептир је Protocoeliades kristenseni из палеоценске формације Фур у Данској, стар око 55 милиона година, који припада породици Hesperiidae (скипери). Процене молекуларног сата сугеришу да су лептири настали негде средином креде, али су се значајно променили током кенозоика. Најстарији амерички лептир је касноеоценска Prodryas persephone из фосилних наслага Флорисант, стар око 34 милиона година.
- Фосили лептира
- Prodryas persephone, лептир из касног еоцена из фосилних лежишта Флорисан, гравура из 1887.
- Lithopsyche antiqua, лептир из раног олигоцена из лапора Бембриџ, острво Вајт, гравура из 1889.

## Распрострањеност
Дневни лептири насељавају цели свет изузев Антарктика, а постоји око 18.500 врста. Од тога, 775 насељава Неарктик; 7.700 Неотропе; 1.575 Палеоарктик (Европа, Азија, Хималаји и северна Африка); 3.650 Афротропе (јужна Африка и Мадагаскар); а 4.800 насељава Далеки исток и Аустралију и Океанију.

## Таксономија и филогенија
Традиционално, су дневни лептири дељени у натпородице Papilionoidea, скелари (Hesperioidea) и амерички мољци-лептири (Hedyloidea). Филогенетичка анализа указује да је традиционална натпородица Papilionoidea парафилетска у односу на друге две групе, тако да би обе требало да буду укључене у Papilionoidea, па би натпородица Papilionoidea и клада Rhopalocera били синоними.

## Стадијуми у животном циклусу
Постоје 4 стадијума у животном циклусу дневних лептира: јаје, ларва (гусеница), лутка (лат. chrysalis) и адулт (одрастао лептир).  Јаја се полажу појединачно или у групама на листове биљке хранитељке. Када младе гусенице еклодирају, започињу циклусе храњења и пресвлачења. По достизању одговарајуће величине и испуњењу других услова, гусенице престају са храњењем, проналазе место за улуткавање и умирују се. Време које лептир проведе у стадијуму лутке зависи од врсте и финих параметара спољашњих услова. Читав процес метаморфозе стоји под строгом хормонском регулацијом. Број генерација годишње варира у зависности од врсте и географског подручја.